# Powhatan (chef amérindien)
Pour les articles homonymes, voir Powhatan.
Chef Powhatan ou simplement Powhatan, est le nom communément donné par les Anglais (et plus largement les Occidentaux) à Wahunsunacock, ou Wahunsenacawh (né au XVIe siècle et mort en 1618), qui était le chef de la tribu des Powhatans, à l'époque du début de la colonisation britannique des Amériques.
Il était notamment le père de Pocahontas et de Nantaquas.
À sa mort, son frère Opchanacanough lui a succédé comme chef.